# سید مجید نصیری
سید مجید نصیری (زادهٔ ۲۵ اردیبهشت ۱۳۷۹ کردکوی) بازیکن فوتبال اهل ایران است که در پست دفاع میانی برای تیم باشگاهی مس رفسنجان در لیگ برتر فوتبال ایران بازی می‌کند.

## سوابق باشگاهی
وی سابقه دعوت شدن و بازی در تیم‌های ملی جوانان و امید ایران را نیز دارد.
فوتبال خود را از باشگاه فوتبال سایپا شروع کرد ودر سال ۲۰۱۹ به باشگاه گل ریحان البرز پیوست در سال ۲۰۲۰ به باشگاه فوتبال مس رفسنجان حاضر در لیگ برتر خلیج فارس تحت هدایت محمد ربیعی سرمربی وقت کار خورد را شروع کرد و اکنون یکی از بازیکن های اصلی این تیم می باشد.